# Мне плохо (телесериал)
«Мне плохо» (англ. I Feel Bad) — американский комедийный телесериал транслировавшийся на канале NBC в телесезоне 2018—2019. Насчитывает 13 серий.
10 мая 2019 года канал NBC закрыл телесериал после одного сезона.

## Сюжет
Эмет отчаянно старается быть идеальной матерью, женой, начальницей, другом и дочерью. Но, как и у большинства людей, у неё это далеко не всегда получается. И тогда ей становится неловко. Неловко, когда она видит эротический сон с посторонним мужчиной. Неловко, когда притворяется, что Лили и Луи — не её дети, если они ужасно ведут себя на публике. Неловко, когда приходится привлекать домашний персонал к решению своих личных проблем. Но хуже всего то, что она чувствует себя неловко в те моменты, когда кто-то намекает ей, что она ужасно похожа на свою мать.

## В ролях

### Основной состав
- Сарайю Блю — Эмет Камала-Свитцер
- Пол Адельштейн — Дэвид Свитцер, муж Эмет
- Мадхур Джаффри — Майя Камала, мама Эмет
- Брайан Джордж — Сонни Камала, отец Эмет
- Джеймс Бакли — Чиви, сотрудник Эмет
- Зак Черри — Норман, сотрудник Эмет
- Джонни Пембертон — Грифф, сотрудник Эмет

### Второстепенный состав
- Лили Роуз Сильвер — Лили, старший ребенок Эмет и Дэвида
- Рам Браслав — Луи, средний ребенок Эмет и Дэвида

### Приглашенные звезды
- Альфред Молина — Макс, отец Адама

## Обзор сезонов
| Сезон | Сезон | Эпизоды | Дата показа      | Дата показа     | Рейтинг Нильсона | Рейтинг Нильсона       |
| Сезон | Сезон | Эпизоды | Премьера         | Финал           | Ранк             | Зрители США (миллионы) |
| ----- | ----- | ------- | ---------------- | --------------- | ---------------- | ---------------------- |
|       | 1     | 13      | 19 сентября 2018 | 27 декабря 2018 | 134              | 3,24                   |

## Эпизоды

### Сезон 1 (2018)
| № общий | № в сезоне | Название                                                                     | Режиссёр           | Автор сценария | Дата премьеры    | Произв. код | Зрители в США (млн) |
| --- | ---------- | ---------------------------------------------------------------------------- | ------------------ | -------------- | ---------------- | ----------- | ------------------- |
| 1 | 1          | «Pilot» «Пилот»                                                              | Джули Энн Робинсон | Асим Батра     | 19 сентября 2018 | 101         | 5.72                |
| Когда Эмет начинает беспокоиться, что ее самый большой страх сбывается, она делает согласованные усилия, чтобы быть противоположностью своей осуждающей матери, Майе. Ее пределы проверяются, когда ее дочь, Лили, присоединяется к провокационной танцевальной команде.                                                                                |            |                                                                              |                    |                |                  |             |                     |
| 2 | 2          | «I Get Sick of Being Needed» «Меня тошнит быть нужным»                       | Тристрам Шапиро    | Энди Боброу    | 19 сентября 2018 | 102         | 3.98                |
| Когда родители Эмет временно переезжают, она становится перегруженной и находит хитрый способ получить столь необходимый перерыв. |            |                                                                              |                    |                |                  |             |                     |
| 3 | 3          | «I Lie to My Kids» «Я вру своим детям»                                       | Джули Энн Робинсон | Энни Уайзман   | 4 октября 2018   | 103         | 2.64                |
| Когда Эмет говорит неправду о достижениях своего сына Луи, чтобы сделать ее жизнь более гладкой, она в конечном итоге работает слишком хорошо... выстраивая цепочку событий, которые закапывают ее слишком глубоко, чтобы она могла признаться. |            |                                                                              |                    |                |                  |             |                     |
| 4 | 4          | «My Kid Has to Grow Up» «Мой ребенок должен вырасти»                         | Мэгги Кэри         | Клаудия Лоноу  | 11 октября 2018  | 104         | 2.21                |
| Когда Эмет понимает, что они с Дэвидом слишком много нянчатся с Луи, она решает, что ему пора повзрослеть.. только чтобы узнать, что он более зрелый, чем она думала. После некоторого самоанализа своих собственных отношений мать-сын. |            |                                                                              |                    |                |                  |             |                     |
| 5 | 5          | «I'm Vain A.F.» «Я тщеславен»                                                | Линда Мендоса      | Мэтью Харауиц  | 18 октября 2018  | 105         | 2.20                |
| Предстоящая вечеринка запуска в Игра Удар бросает тщеславие Эмет в овердрайв. Намереваясь стереть плохую фотографию с веб – сайта компании, Эмет твердо настроена на искупление себя и получение идеальной фотографии на вечеринке в этом году-это означает, что она делает прическу, профессиональный макияж и тонизирует проблемную область: ее мужа. |            |                                                                              |                    |                |                  |             |                     |
| 6 | 6          | «I'm a Massive Hypocrite» «Я большой лицимер»                                | Джули Энн Робинсон | Неизвестно     | 25 октября 2018  | 106         | 2.09                |
| Эмет хочет, чтобы ее дети были добры друг к другу, но она изо всех сил пытается следовать своим собственным правилам, когда ее раздражает кузина Лина. Несмотря на все усилия Эмет притвориться милым, Лине удается нажать на ее кнопки и вывести внутреннего лицемера Эмет.                                                                            |            |                                                                              |                    |                |                  |             |                     |
| 7 | 7          | «I'm Not Sentimental» «Я не сентиментален»                                   | Алекс Рид          | Рапиндер Гилл  | 1 ноября 2018    | 107         | 2.23                |
| Эмет и Дэвид не сходятся во взглядах на то, что является особенным и достойным спасения. Когда Эмет понимает, что она потеряла значимый подарок, который Дэвид дал ей много лет назад, поэтому она нанимает Чуи, Гриффа, Нормана и Майю, чтобы помочь ей найти его.                                                                                     |            |                                                                              |                    |                |                  |             |                     |
| 8 | 8          | «I Miss Important Moments» «Я пропускаю важные моменты»                      | Неизвестно         | Неизвестно     | 15 ноября 2018   | 108         | 1.84                |
| 9 | 9          | «I Need My Mom» «Мне нужна мама»                                             | Неизвестно         | Неизвестно     | 29 ноября 2018   | 109         | 1.74                |
| 10 | 10         | «My Kids Barely Know Their Culture» «Мои дети почти не знают своей культуры» | Неизвестно         | Неизвестно     | 6 декабря 2018   | 110         | 1.78                |
| 11 | 11         | «We're Not Fun Anymore» «Мы больше не веселые»                               | Неизвестно         | Неизвестно     | 13 декабря 2018  | 111         | 1.86                |
| 12 | 12         | «I Don't Know My Dad» «Я не знаю своего отца»                                | Неизвестно         | Неизвестно     | 27 декабря 2018  | 112         | 2.48                |
| 13 | 13         | «There's Never Enough Time» «Времени никогда не хватает»                     | Неизвестно         | Неизвестно     | 27 декабря 2018  | 113         | 1.93                |